# Championnats du monde de triathlon longue distance 2013
Les Championnats du monde de triathlon longue distance 2013 présentent les résultats des championnats mondiaux longue distance de triathlon en 2013 organisés par la fédération internationale de triathlon.
Ces 20e championnats se sont déroulés à Belfort en France le 2 juin 2013.

## Distances
En raison des conditions climatiques, la natation n'a pas eu lieu.
| Distances course (kilomètres) | Distances course (kilomètres) | Distances course (kilomètres) |
| Natation                      | Vélo                          | Course à pied                 |
| ----------------------------- | ----------------------------- | ----------------------------- |
| 0                             | 87                            | 29,5                          |

## Résultats

### Homme
| Rang | Nom                | Temps           |
| ---- | ------------------ | --------------- |
| 1    | Bertrand Billard   | 4 h 08 min 45 s |
| 2    | Terenzo Bozzone    | 4 h 10 min 43 s |
| 3    | Dirk Bockel        | 4 h 11 min 51 s |
| 4    | Jens Toft          | 4 h 15 min 20 s |
| 5    | Cyril Viennot      | 4 h 16 min 13 s |
| 6    | Viktor Zyemtsev    | 4 h 18 min 20 s |
| 7    | Søren Bystrup      | 4 h 18 min 57 s |
| 8    | Dmitry Rostyagaev  | 4 h 23 min 32 s |
| 9    | Nikolay Yaroshenko | 4 h 26 min 53 s |
| 10   | José Estrangeiro   | 4 h 28 min 46 s |

### Femme
| Rang | Nom                     | Temps           |
| ---- | ----------------------- | --------------- |
| 1    | Melissa Hauschildt      | 4 h 42 min 38 s |
| 2    | Camilla Pedersen        | 4 h 44 min 14 s |
| 3    | Rachel McBride          | 4 h 52 min 02 s |
| 4    | Jeanne Collonge         | 4 h 52 min 15 s |
| 5    | Jodie Avalez            | 4 h 55 min 54 s |
| 6    | Katja Konschak          | 5 h 02 min 03 s |
| 7    | Gurutze Frades Larralde | 5 h 08 min 18 s |
| 8    | Susanne Svendsen        | 5 h 09 min 34 s |
| 9    | Dana Wagner             | 5 h 13 min 50 s |
| 10   | Vanessa Pereira         | 5 h 17 min 18 s |

### U23 (Espoir) Femme
| Rang | Nom              | Temps           |
| ---- | ---------------- | --------------- |
| 1    | Ina Oestroem     | 5 h 41 min 57 s |
| 2    | Daniela Kaminska | 5 h 48 min 50 s |
| 3    | Kara Imai        | 6 h 06 min 19 s |

### U23 (Espoir) Homme
| Rang | Nom                | Temps           |
| ---- | ------------------ | --------------- |
| 1    | Rinus Holvoet      | 4 h 51 min 48 s |
| 2    | Anthony Cadario    | 5 h 02 min 06 s |
| 3    | Christopher Walker | 5 h 02 min 20 s |

## Tableau des médailles
| Rang  | Nation           | Or | Argent | Bronze | Total |
| ----- | ---------------- | -- | ------ | ------ | ----- |
| 1     | France           | 1  | 1      | 0      | 2     |
| 2     | Australie        | 1  | 0      | 0      | 1     |
| -     | Belgique         | 1  | 0      | 0      | 2     |
| -     | Brésil           | 1  | 0      | 0      | 2     |
| 5     | Danemark         | 0  | 1      | 0      | 1     |
| -     | Nouvelle-Zélande | 0  | 1      | 0      | 1     |
| -     | Pologne          | 0  | 1      | 0      | 1     |
| 8     | Canada           | 0  | 0      | 2      | 2     |
| 9     | Luxembourg       | 0  | 0      | 1      | 1     |
| -     | Royaume-Uni      | 0  | 0      | 1      | 1     |
| Total | Total            | 4  | 4      | 4      | 12    |

## Référence
1. ↑  Fftri.com ; page Fédération Française de Triathlon "Résumé du championnat" Page consultée le 15 septembre 2013.